# Jurchéns

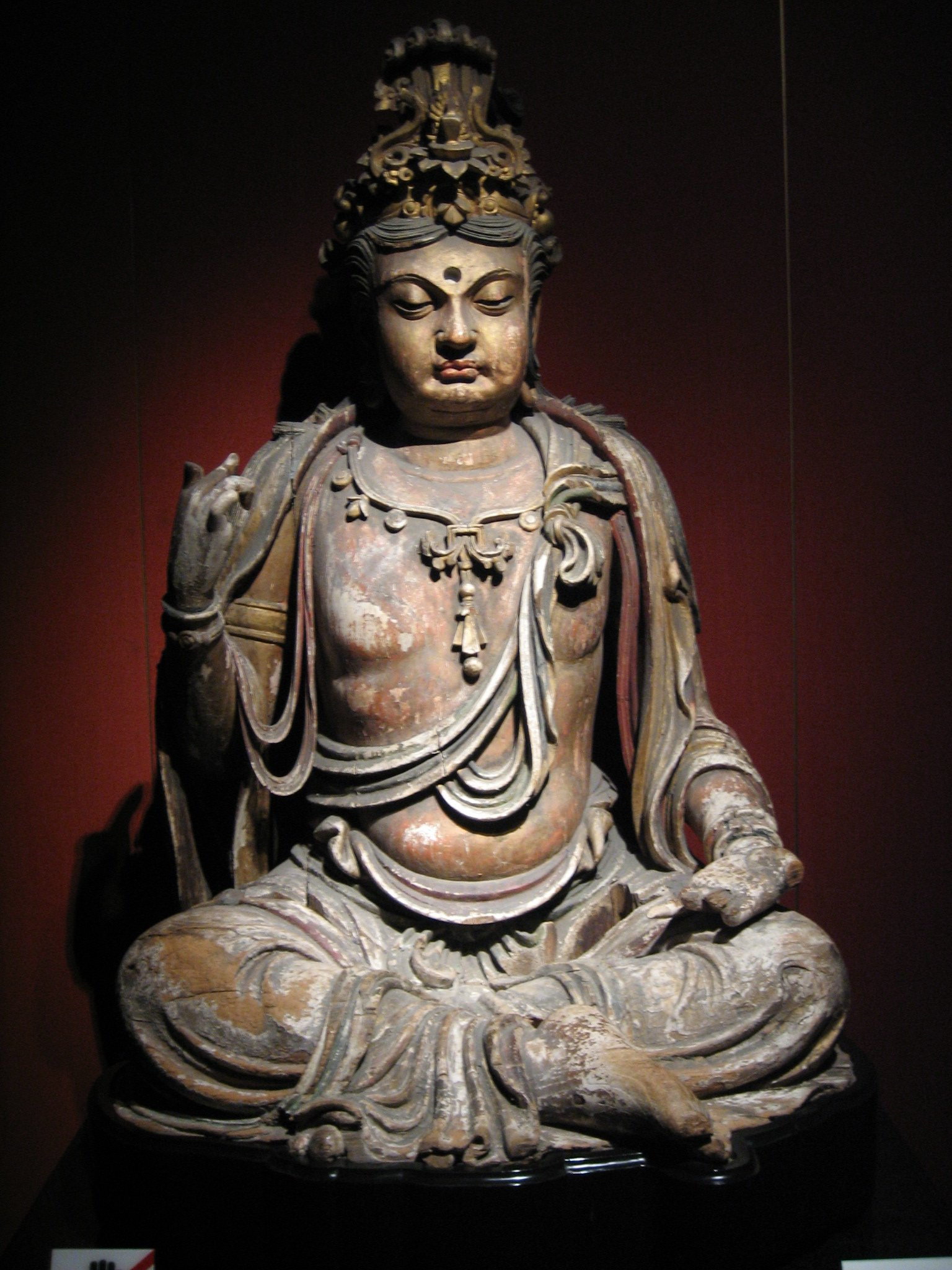
Uma estátua de madeira de Bodisatva, Império Jim, Museu de Xangai

Os jurchéns chinês tradicional: 女眞; chinês simplificado: 女真; pinyin: Nǚzhēn; mongol: Зүрчид Jürchid; coreano: 여진 Yeojin (Coreia do Sul), 녀진 Nyŏjin (Coreia do Norte) eram um povo asiático tungus que ocupou a região ao redor do rio Amur, que atualmente marca a fronteira oriental entre a Federação Russa e a República Popular da China, na Manchúria (Nordeste da China) até o século XVII, quando adotaram o nome de Manchu.
A identidade nacional manchu foi uma criação de Huang-Taiji, governante jurchém que herdou o Estado unificado de seu pai Nurhaci e que estabeleceu a última dinastia imperial chinesa, a dinastia Chingue. Eles estabeleceram a dinastia Jin (ancun gurun em jurchém antigo e aisin gurun em manchu padrão) entre 1115 e 1122; durou até 1234 quando os mongóis chegaram.